# Jala Brat
Jasmin Fazlić Jala (Sarajevo, 16 oktober 1986) is een Bosnische rapper.

## Biografie
Jala bracht in 2011 zijn eerste album uit, getiteld Replay. In het najaar van 2015 werd hij door de Bosnische openbare omroep aangewezen om Bosnië en Herzegovina te vertegenwoordigen op het Eurovisiesongfestival 2016, dat gehouden werd in de Zweedse hoofdstad Stockholm. Daar stond hij samen met Dalal Midhat-Talakić, Deen en Ana Rucner op het podium met het nummer Ljubav je, dat hij mee had geschreven. Bosnië en Herzegovina werd uitgeschakeld in de halve finale, en dat voor het eerst in de geschiedenis.
1993: Fazla · 
1994: Alma & Dejan · 
1995: Davor Popović · 
1996: Amila Glamočak · 
1997: Alma Čardžić · 
1999: Dino & Béatrice · 
2001: Nino Pršeš · 
2002: Maja Tatić · 
2003: Mija Martina · 
2004: Deen · 
2005: Feminnem · 
2006: Hari Mata Hari · 
2007: Marija Šestić · 
2008: Laka · 
2009: Regina · 
2010: Vukašin Brajić · 
2011: Dino Merlin · 
2012: Maya Sar · 
2016: Dalal & Deen feat. Ana Rucner & Jala
- International Standard Name Identifier: 0000 0004 6672 6904
- MusicBrainz: b83cc375-fd60-49ad-a26f-0c02bec189a5
- Nationale en Universitaire bibliotheek Zagreb: 000731567
- Virtual International Authority File: 1295158630973823370002